# Tituria viridula
Tituria viridula är en insektsart som beskrevs av Rauno E. Linnavuori 1972. Tituria viridula ingår i släktet Tituria och familjen dvärgstritar. Utöver nominatformen finns också underarten T. v. dimonika.